# Лютиня (Клодзький повіт)
Лютиня (пол. Lutynia, нім. Leuthen) — село в Польщі, у гміні Льондек-Здруй Клодзького повіту Нижньосілезького воєводства.
Населення — 51 особа (2011).
У 1975-1998 роках село належало до Валбжиського воєводства.

## Демографія
Демографічна структура станом на 31 березня 2011 року:
|          | Загалом | Допрацездатний вік | Працездатний вік | Постпрацездатний вік |
| -------- | ------- | ------------------ | ---------------- | -------------------- |
| Чоловіки | 26      | 3                  | 21               | 2                    |
| Жінки    | 25      | 5                  | 12               | 8                    |
| Разом    | 51      | 8                  | 33               | 10                   |